# Hãn
Hãn (khan, han, đôi khi xan) trong tiếng Mông Cổ và tiếng Thổ Nhĩ Kỳ là một tước hiệu có nhiều nghĩa, ban đầu có nghĩa là "thủ lĩnh" một bộ tộc. Một hãn kiểm soát một lãnh thổ gọi là hãn quốc. Đôi khi cũng có thể dịch là hoàng đế. Ngày nay các hãn chủ yếu còn ở Nam và Trung Á.
Ở một vài thời điểm, Hãn được phân biệt rõ ràng với Khắc Hãn (Khagan), nghĩa là hãn của các hãn.
Tước hiệu hãn là một trong nhiều tước hiệu được các sultan của đế chế Ottoman, cũng như thủ lĩnh của hãn quốc Kim Trướng và các nhà nước về sau sử dụng. Tước hiệu này cũng được các triều đại người Thổ Seljuk ở vùng Cận Đông sử dụng để chỉ thủ lĩnh của nhiều bộ tộc, bộ lạc hay nhà nước, ở cấp thấp hơn so với Atabeg. Các thủ lĩnh người Nữ Chân và Mãn Châu cũng dùng tước hiệu này; chẳng hạn như, Nỗ Nhĩ Cáp Xích (Nurhachi) tự xưng là Genggiyen Han ("Phúc Dục Liệt Quốc Anh Minh Hãn" 覆育列國英明汗). Các thủ lĩnh người Göktürk (Đột Quyết), Avar và Khazar cũng dùng tước hiệu Đại hãn. Vua nước Tân La (Silla), một nước cổ tại bán đảo Triều Tiên, được gọi là Marib-Khan, như vua Naemul được gọi là Naemul Marib-Khan.
Hãn vương là tước hiệu nhà Kim phong cho thủ lĩnh của các bộ lạc Mông Cổ, khi nhà Kim còn rất mạnh và các bộ lạc Mông Cổ còn tranh giành nội bộ, không thống nhất được với nhau. Cụ thể khi đó người mang tước hiệu Hãn vương là Tô Ha Rin của bộ lạc Khắc Liệt.
Có lẽ những hãn vương nổi tiếng nhất trong lịch sử loài người là Thành Cát Tư Hãn người Mông Cổ và cháu của ông là Hốt Tất Liệt Hãn. Thành Cát Tư Hãn sáng lập ra đế chế Mông Cổ còn Hốt Tất Liệt Hãn lập ra nhà Nguyên của Trung Quốc. Hậu duệ của Thành Cát Tư Hãn khi lên ngôi thường được gọi là Đại Hãn.